# Grace Osagie
Grace Osagie, née le 1er mars 1962, est une judokate nigériane. 

## Carrière
Aux championnats d'Afrique de judo 1990 à Alger, elle remporte la médaille d'argent dans la catégorie des moins de 56 kg.
Elle est éliminée en huitièmes de finale dans la catégorie des moins de 56 kg par la Britannique Nicola Fairbrother aux championnats du monde de judo 1991 à Barcelone.